# Colletes mlokossewiczi
Colletes mlokossewiczi är en biart som beskrevs av Radoszkowski 1891. Colletes mlokossewiczi ingår i släktet sidenbin, och familjen korttungebin. Inga underarter finns listade i Catalogue of Life.